# Alexis Prince
Alexis Sade' Prince (Jacksonville, 5 febbraio 1994) è una cestista statunitense, professionista nella WNBA.

## Carriera
È stata selezionata dalle Phoenix Mercury al terzo giro del Draft WNBA 2017 (29ª scelta assoluta).